# Acaulimalva
Acaulimalva ist eine Pflanzengattung aus der Familie der Malvengewächse (Malvaceae). Sie umfasst 21 Arten, die in Südamerika vorkommen.

## Species
- Acaulimalva acaulis (Dombey ex Cav.) Krapov.
- Acaulimalva alismatifolia (K.Schum. & Hieron.) Krapov.
- Acaulimalva betonicifolia (A.W.Hill) Krapov.
- Acaulimalva crenata (A.W.Hill) Krapov.
- Acaulimalva dryadifolia (Solms) Krapov.
- Acaulimalva engleriana (Ulbr.) Krapov.
- Acaulimalva glandulifera Krapov.
- Acaulimalva hillii Krapov.
- Acaulimalva nubigena (Walp.) Krapov.
- Acaulimalva oriastrum (Wedd.) Krapov.
- Acaulimalva parnassiifolia (Hook.) Krapov.
- Acaulimalva pazensis Krapov.
- Acaulimalva purdiaei (A.Gray) Krapov.
- Acaulimalva purpurea (A.W.Hill) Krapov.
- Acaulimalva rauhii (Hochr.) Krapov.
- Acaulimalva rhizantha (A.Gray) Krapov.
- Acaulimalva richii (A.Gray) Krapov.
- Acaulimalva steinbachii Krapov.
- Acaulimalva stuebelii (Hieron.) Krapov.
- Acaulimalva sulphurea Krapov.
- Acaulimalva weberbaueri (Ulbr.) Krapov.